# Kieren Edge
Kieren Edge (* 16. September 1985) ist ein ehemaliger südafrikanischer Eishockeyspieler und heutiger -trainer, der seine Spielerkarriere bei den Natal Sharks verbrachte. 2011 war er Trainer der südafrikanischen Frauennationalmannschaft.

## Karriere
Kieren Edge spielte seine gesamte Karriere für die Natal Sharks in einer regionalen Eishockeyliga.

### International
Zunächst spielte Edge für den südafrikanischen Nachwuchs bei der U18-Weltmeisterschaft 2002 in der Division III, als der Aufstieg in die Division II gelang. In der Herren-Nationalmannschaft spielte er lediglich bei der Weltmeisterschaft 2008 in der Division III. Dabei gelang mit Platz zwei beim Turnier in Luxemburg hinter Nordkorea ebenfalls der Aufstieg in die Division II.

### Trainertätigkeit
Bei der U18-Weltmeisterschaft 2008 war Edge Assistenztrainer des südafrikanischen Nachwuchses in der Division III. Die Frauen-Nationalmannschaft Südafrikas betreute er bei der Weltmeisterschaft 2011 in der Division IV.

## Erfolge und Auszeichnungen
- 2002 Aufstieg in die Division II bei der U18-Weltmeisterschaft der Division III
- 2008 Aufstieg in die Division II bei der Weltmeisterschaft der Division III